# ITF Arcadia
Das ITF Arcadia (offiziell: ITennis Arcadia Women’s Pro Open) ist ein Tennisturnier der ITF Women’s World Tennis Tour, das in Arcadia, Kalifornien ausgetragen wird.

## Siegerliste

### Einzel
| Jahr | Kategorie | Siegerin       | Finalgegnerin     | Ergebnis  |
| ---- | --------- | -------------- | ----------------- | --------- |
| 2019 | W15       | Hanna Chang    | Elizabeth Mandlik | 7:5, 6:1  |
| 2022 | W60       | Rebecca Marino | Alycia Parks      | 7:60, 6:1 |
| 2023 | W60       | Sara Errani    | Arantxa Rus       | kampflos  |

### Doppel
| Jahr | Kategorie | Siegerinnen                          | Finalgegnerinnen             | Ergebnis |
| ---- | --------- | ------------------------------------ | ---------------------------- | -------- |
| 2019 | W15       | Brynn Boren Sarah Lee                | Pamela Montez Madison Westby | 6:2, 6:4 |
| 2022 | W60       | Ashlyn Krueger Robin Montgomery      | Harriet Dart Giuliana Olmos  | kampflos |
| 2023 | W60       | Francesca Di Lorenzo Christina Rosca | Rina Saigō Yukina Saigō      | 6:1, 6:1 |

## Quelle
- ITF Homepage